# Задорожний Віктор Іванович
Задоро́жний Віктор Іванович  – український живописець. Основна галузь – тематичний живопис. Перевагу надавав сюжетно-тематичні картині.

## Біографія
Народився 07.10.1935 р. в с.Красний Кут (нині - смт Луганської області). В 1964 закінчив Київський художній інститут (нині - Національна академія образотворчого мистецтва і архітектури). Викладачами Задорожного В.І. були В.Забашта, В.Костецький, А.Пламеницький, О.Сиротенко. Відтоді працював у ньому: 1986–2002 – проректор з навчальної роботи, 1992–2002 – професор. Учасник художніх виставок від 1970-х рр. Член НСХУ (1976). Помер 09.05.2010р. в м.Київ.

## Нагороди
Заслужений діяч мистецтв УРСР (1985). Орден «За заслуги» 3-го ступеня (1997).

## Творчий доробок
«Серйозна розмова» (1972), «Травень. Ветерани», «Весна» (обидва – 1973), «На колгоспній леваді» (1974), «Перед форсуванням» (1975), «На деснянських луках» (1976), «Важкий хліб» (1977), «Тиша» (1978), «Літо. Колгоспна череда» (1980), «На колгоспних ланах» (1982), «Косарі» (1984), «Поповнення прибуло», «Повернення» (обидва – 1991), «А вже весна» (1998).

## Науковий доробок
Співавтор посібника «Уроки образотворчого мистецтва в 1–3 класах» (К., 1972).